# 2024-es Formula–1 világbajnokság
A 2024-es Formula–1 világbajnokság volt sorrendben a 75. Formula–1-es szezon. A bajnokságot a Nemzetközi Automobil Szövetség szervezte és bonyolította le. Ez a nyitott karosszériás versenyautók legmagasabban rangsorolt kategóriájú bajnoksága.

## A versenynaptár bővítése és változtatásai
- A kínai nagydíj, a koronavírus-járványt követően, 2019 után visszatért a naptárba.
- Ebben a szezonban 6 sprintfutamot rendeztek, új szabályokkal módosítva. A sprintek helyszínei a következőek voltak: Kína, Miami, Ausztria, Egyesült Államok, Brazília és Katar.

## Átigazolások

### Csapatfőnökváltások
- A Haas csapata január 10-én bejelentette, hogy Günther Steiner azonnali hatállyal távozott a csapattól, a helyére pedig japán származású, Komacu Ajaót nevezték ki csapatfőnöknek.[1]

### Csapatváltások
- Cunoda Júki; AlphaTauri pilóta → Racing Bulls pilóta
- Daniel Ricciardo; AlphaTauri pilóta → Racing Bulls pilóta
- Valtteri Bottas; Alfa Romeo pilóta → Kick Sauber pilóta
- Csou Kuan-jü; Alfa Romeo pilóta → Kick Sauber pilóta

### Visszatérő versenyzők
- Liam Lawson; Red Bull tartalékpilóta → Racing Bulls pilóta

### Újonc versenyzők
- Oliver Bearman; Formula–2, Prema Racing pilóta → Ferrari pilóta (Sainz Jr. helyett a szaúd-arábiai nagydíjon) és Haas pilóta (Magnussen helyett az azeri nagydíjon és a São Pauló-i nagydíjon)
- Franco Colapinto; Formula–2, MP Motorsport versenyző → Williams pilóta (Sargeant helyett az olasz nagydíjtól)
- Jack Doohan; Formula–1, Alpine tartalékversenyző → Alpine pilóta (Ocon helyett az utolsó versenyen)

### Távozó versenyzők
- Logan Sargeant; Williams pilóta → átmenetileg visszavonult (a holland nagydíj után)

- Daniel Ricciardo; Racing Bulls pilóta → átmenetileg visszavonult (a szingapúri nagydíj után)

### Visszatérő csapatok
- Kick Sauber (korában Sauber)

### Távozó csapatok
- Alfa Romeo

### Nevet változtatott csapatok
- AlphaTauri→ Racing Bulls

### Év közbeni pilótacserék
- Carlos Sainz Jr. visszalépett a szaúd-arábiai nagydíjtól vakbélgyulladás miatt. Helyette  Oliver Bearman versenyzett Dzsiddában.
- Logan Sargeantet a holland nagydíj után elbocsátották, az olasz nagydíjtól már  Franco Colapinto indult helyette.
- Kevin Magnussennek összegyűlt a 12 büntető pontja, így egyfutamos eltiltást kapott. Az azeri nagydíjon  Oliver Bearman helyettesítette.
- Daniel Ricciardót a szingapúri nagydíj után elbocsátották, az amerikai nagydíjon már   Liam Lawson indult helyette.
- Kevin Magnussen visszalépett a São Pauló-i nagydíjtól betegség miatt. Helyette  Oliver Bearman versenyzett São Pauloban.
- Esteban Ocon nem vett részt az abu-dzabi nagydíjon, helyét  Jack Doohan vette át.

## A szezon előtt
Új autófejlesztések
| Konstruktőr  | Autó     | Bemutató ideje | Bemutató helye | Forrás |
| ------------ | -------- | -------------- | -------------- | ------ |
| Red Bull     | RB20     | február 15.    | Milton Keynes  | [ 2 ]  |
| Mercedes     | W15      | február 14.    | Silverstone    | [ 3 ]  |
| Ferrari      | SF-24    | február 13.    | Maranello      | [ 4 ]  |
| McLaren      | MCL38    | február 14.    | Silverstone    | [ 3 ]  |
| Alpine       | A524     | február 7.     | Enstone        | [ 5 ]  |
| Racing Bulls | VCARB 01 | február 8.     | Las Vegas      | [ 6 ]  |
| Aston Martin | AMR24    | február 12.    | Silverstone    | [ 7 ]  |
| Williams     | FW46     | február 5.     | New York       | [ 8 ]  |
| Sauber       | C44      | február 5.     | London         | [ 8 ]  |
| Haas         | VF-24    | február 2.     | Charlotte      | [ 9 ]  |

Tesztek
| Dátum       | Pálya                         | Város  | Pályarajz | Leggyorsabb versenyző | Csapat              | Idő      | Kör |
| ----------- | ----------------------------- | ------ | --------- | --------------------- | ------------------- | -------- | --- |
| Február 21. | Bahrain International Circuit | Szahír | Szahír    | Max Verstappen        | Red Bull-Honda RBPT | 1:31,344 | 143 |
| Február 22. | Bahrain International Circuit | Szahír | Szahír    | Carlos Sainz Jr.      | Ferrari             | 1:29,921 | 84  |
| Február 23. | Bahrain International Circuit | Szahír | Szahír    | Charles Leclerc       | Ferrari             | 1:30,322 | 74  |

Részletes teszteredmények
| Szahír, Bahrein (előszezoni teszt) | Szahír, Bahrein (előszezoni teszt) | Szahír, Bahrein (előszezoni teszt) | Szahír, Bahrein (előszezoni teszt) | Szahír, Bahrein (előszezoni teszt) | Szahír, Bahrein (előszezoni teszt) | Szahír, Bahrein (előszezoni teszt) |
| Dátum                              | Hely.                              | Versenyző                          | Csapat/motor                       | Idő                                | Kül.                               | Kör                                |
| ---------------------------------- | ---------------------------------- | ---------------------------------- | ---------------------------------- | ---------------------------------- | ---------------------------------- | ---------------------------------- |
| február 21.                        |                                    |                                    |                                    |                                    |                                    |                                    |
| 1.                                 | Max Verstappen                     | Red Bull-Honda RBPT                | 1:31,344                           | –                                  | 143                                |                                    |
| 2.                                 | Lando Norris                       | McLaren-Mercedes                   | 1:32,484                           | +1,140                             | 73                                 |                                    |
| 3.                                 | Carlos Sainz Jr.                   | Ferrari                            | 1:32,584                           | +1,240                             | 69                                 |                                    |
| 4.                                 | Daniel Ricciardo                   | Racing Bulls-Honda RBPT            | 1:32,599                           | +1,255                             | 52                                 |                                    |
| 5.                                 | Pierre Gasly                       | Alpine-Renault                     | 1:32,805                           | +1,461                             | 61                                 |                                    |
| 6.                                 | Lance Stroll                       | Aston Martin Aramco-Mercedes       | 1:33,007                           | +1,663                             | 54                                 |                                    |
| 7.                                 | Charles Leclerc                    | Ferrari                            | 1:33,247                           | +1,903                             | 64                                 |                                    |
| 8.                                 | Fernando Alonso                    | Aston Martin Aramco-Mercedes       | 1:33,385                           | +2,041                             | 77                                 |                                    |
| 9.                                 | Oscar Piastri                      | McLaren-Mercedes                   | 1:33,658                           | +2,314                             | 57                                 |                                    |
| 10.                                | Csou Kuan-jü                       | Kick Sauber-Ferrari                | 1:33,871                           | +2,527                             | 63                                 |                                    |
| 11.                                | Logan Sargeant                     | Williams-Mercedes                  | 1:33,882                           | +2,538                             | 21                                 |                                    |
| 12.                                | George Russell                     | Mercedes                           | 1:34,109                           | +2,765                             | 122                                |                                    |
| 13.                                | Cunoda Júki                        | Racing Bulls-Honda RBPT            | 1:34,136                           | +2,792                             | 64                                 |                                    |
| 14.                                | Valtteri Bottas                    | Kick Sauber-Ferrari                | 1:34,431                           | +3,087                             | 68                                 |                                    |
| 15.                                | Alexander Albon                    | Williams-Mercedes                  | 1:34,587                           | +3,243                             | 40                                 |                                    |
| 16.                                | Esteban Ocon                       | Alpine-Renault                     | 1:34,677                           | +3,333                             | 60                                 |                                    |
| 17.                                | Kevin Magnussen                    | Haas-Ferrari                       | 1:35,692                           | +4,348                             | 66                                 |                                    |
| 18.                                | Nico Hülkenberg                    | Haas-Ferrari                       | 1:35,906                           | +4,562                             | 82                                 |                                    |
| 19.                                | Sergio Pérez                       | Red Bull-Honda RBPT                |                                    |                                    | 0                                  |                                    |
| 20.                                | Lewis Hamilton                     | Mercedes                           |                                    |                                    | 0                                  |                                    |
| Forrás                             |                                    |                                    |                                    |                                    |                                    |                                    |
| Dátum                              | Hely.                              | Versenyző                          | Csapat/motor                       | Idő                                | Kül.                               | Kör                                |
| február 22.                        |                                    |                                    |                                    |                                    |                                    |                                    |
| 1.                                 | Carlos Sainz Jr.                   | Ferrari                            | 1:29,921                           | −                                  | 84                                 |                                    |
| 2.                                 | Sergio Pérez                       | Red Bull-Honda RBPT                | 1:30,679                           | +0,758                             | 129                                |                                    |
| 3.                                 | Lewis Hamilton                     | Mercedes                           | 1:31,066                           | +1,145                             | 123                                |                                    |
| 4.                                 | Lando Norris                       | McLaren-Mercedes                   | 1:31,256                           | +1,335                             | 52                                 |                                    |
| 5.                                 | Daniel Ricciardo                   | Racing Bulls-Honda RBPT            | 1:31,361                           | +1,440                             | 88                                 |                                    |
| 6.                                 | Charles Leclerc                    | Ferrari                            | 1:31,750                           | +1,829                             | 54                                 |                                    |
| 7.                                 | Lance Stroll                       | Aston Martin Aramco-Mercedes       | 1:32,029                           | +2,108                             | 96                                 |                                    |
| 8.                                 | Esteban Ocon                       | Alpine-Renault                     | 1:32,061                           | +2,140                             | 78                                 |                                    |
| 9.                                 | Valtteri Bottas                    | Kick Sauber-Ferrari                | 1:32,227                           | +2,306                             | 97                                 |                                    |
| 10.                                | Oscar Piastri                      | McLaren-Mercedes                   | 1:32,328                           | +2,407                             | 35                                 |                                    |
| 11.                                | Logan Sargeant                     | Williams-Mercedes                  | 1:32,578                           | +2,657                             | 117                                |                                    |
| 12.                                | Fernando Alonso                    | Aston Martin Aramco-Mercedes       | 1:33,053                           | +3,132                             | 31                                 |                                    |
| 13.                                | Csou Kuan-jü                       | Kick Sauber-Ferrari                | 1:33,715                           | +3,794                             | 38                                 |                                    |
| 14.                                | Pierre Gasly                       | Alpine-Renault                     | 1:33,804                           | +3,883                             | 33                                 |                                    |
| 15.                                | Kevin Magnussen                    | Haas-Ferrari                       | 1:36,611                           | +6,690                             | 93                                 |                                    |
| 16.                                | Nico Hülkenberg                    | Haas-Ferrari                       | 1:37,509                           | +7,588                             | 31                                 |                                    |
| 17.                                | Cunoda Júki                        | Racing Bulls-Honda RBPT            | 1:38,074                           | +8,153                             | 40                                 |                                    |
| 18.                                | Max Verstappen                     | Red Bull-Honda RBPT                |                                    |                                    | 0                                  |                                    |
| 19.                                | Alexander Albon                    | Williams-Mercedes                  |                                    |                                    | 0                                  |                                    |
| 20.                                | George Russell                     | Mercedes                           |                                    |                                    | 0                                  |                                    |
| Forrás                             |                                    |                                    |                                    |                                    |                                    |                                    |
| Dátum                              | Hely.                              | Versenyző                          | Csapat/motor                       | Idő                                | Kül.                               | Kör                                |
| február 23.                        |                                    |                                    |                                    |                                    |                                    |                                    |
| 1.                                 | Charles Leclerc                    | Ferrari                            | 1:30,322                           | –                                  | 74                                 |                                    |
| 2.                                 | George Russell                     | Mercedes                           | 1:30,368                           | +0,046                             | 67                                 |                                    |
| 3.                                 | Csou Kuan-jü                       | Kick Sauber-Ferrari                | 1:30,647                           | +0,325                             | 85                                 |                                    |
| 4.                                 | Max Verstappen                     | Red Bull-Honda RBPT                | 1:30,755                           | +0,433                             | 66                                 |                                    |
| 5.                                 | Cunoda Júki                        | Racing Bulls-Honda RBPT            | 1:30,775                           | +0,453                             | 53                                 |                                    |
| 6.                                 | Alexander Albon                    | Williams-Mercedes                  | 1:30,984                           | +0,662                             | 121                                |                                    |
| 7.                                 | Oscar Piastri                      | McLaren-Mercedes                   | 1:31,030                           | +0,708                             | 91                                 |                                    |
| 8.                                 | Fernando Alonso                    | Aston Martin Aramco-Mercedes       | 1:31,159                           | +0,837                             | 75                                 |                                    |
| 9.                                 | Carlos Sainz Jr.                   | Ferrari                            | 1:31,247                           | +0,925                             | 71                                 |                                    |
| 10.                                | Sergio Pérez                       | Red Bull-Honda RBPT                | 1:31,483                           | +1,161                             | 53                                 |                                    |
| 11.                                | Nico Hülkenberg                    | Haas-Ferrari                       | 1:31,686                           | +1,364                             | 89                                 |                                    |
| 12.                                | Lewis Hamilton                     | Mercedes                           | 1:31,999                           | +1,677                             | 49                                 |                                    |
| 13.                                | Lance Stroll                       | Aston Martin Aramco-Mercedes       | 1:32,038                           | +1,716                             | 46                                 |                                    |
| 14.                                | Lando Norris                       | McLaren-Mercedes                   | 1:32,108                           | +1,786                             | 20                                 |                                    |
| 15.                                | Pierre Gasly                       | Alpine-Renault                     | 1:32,149                           | +1,827                             | 47                                 |                                    |
| 16.                                | Kevin Magnussen                    | Haas-Ferrari                       | 1:33,053                           | +2,731                             | 80                                 |                                    |
| 17.                                | Esteban Ocon                       | Alpine-Renault                     | 1:33,079                           | +2,757                             | 55                                 |                                    |
| 18.                                | Valtteri Bottas                    | Kick Sauber-Ferrari                | 1:33,528                           | +3,206                             | 28                                 |                                    |
| 19.                                | Daniel Ricciardo                   | Racing Bulls-Honda RBPT            | 1:37,015                           | +6,693                             | 70                                 |                                    |
| 20.                                | Logan Sargeant                     | Williams-Mercedes                  |                                    |                                    | 0                                  |                                    |
| Forrás                             |                                    |                                    |                                    |                                    |                                    |                                    |

## Csapatok
Az alábbi versenyzők rendelkeznek érvényes szerződéssel a 2024-es évre:
| Csapat                                 | Konstruktőr                  | Motor    | Gumi | Rajtszám | Versenyzők       | Versenyek          | Csapatfőnök              | Versenyek  |
| -------------------------------------- | ---------------------------- | -------- | ---- | -------- | ---------------- | ------------------ | ------------------------ | ---------- |
| Oracle Red Bull Racing                 | Red Bull Racing-Honda RBPT   | Honda    | P    | 1        | Max Verstappen   | 1–24               | Christian Horner         | 1–24       |
| Oracle Red Bull Racing                 | Red Bull Racing-Honda RBPT   | Honda    | P    | 11       | Sergio Pérez     | 1–24               | Christian Horner         | 1–24       |
| Mercedes-AMG Petronas Formula One Team | Mercedes                     | Mercedes | P    | 44       | Lewis Hamilton   | 1–24               | Toto Wolff               | 1–24       |
| Mercedes-AMG Petronas Formula One Team | Mercedes                     | Mercedes | P    | 63       | George Russell   | 1–24               | Toto Wolff               | 1–24       |
| Scuderia Ferrari HP                    | Ferrari                      | Ferrari  | P    | 16       | Charles Leclerc  | 1–24               | Frédéric Vasseur         | 1–24       |
| Scuderia Ferrari HP                    | Ferrari                      | Ferrari  | P    | 55       | Carlos Sainz Jr. | 1, 3–24            | Frédéric Vasseur         | 1–24       |
| Scuderia Ferrari HP                    | Ferrari                      | Ferrari  | P    | 38       | Oliver Bearman   | 2                  | Frédéric Vasseur         | 1–24       |
| BWT Alpine F1 Team                     | Alpine-Renault               | Renault  | P    | 10       | Pierre Gasly     | 1–24               | Bruno Famin Oliver Oakes | 1–14 15–24 |
| BWT Alpine F1 Team                     | Alpine-Renault               | Renault  | P    | 31       | Esteban Ocon     | 1–23               | Bruno Famin Oliver Oakes | 1–14 15–24 |
| BWT Alpine F1 Team                     | Alpine-Renault               | Renault  | P    | 61       | Jack Doohan      | 24                 | Bruno Famin Oliver Oakes | 1–14 15–24 |
| McLaren F1 Team                        | McLaren-Mercedes             | Mercedes | P    | 4        | Lando Norris     | 1–24               | Andrea Stella            | 1–24       |
| McLaren F1 Team                        | McLaren-Mercedes             | Mercedes | P    | 81       | Oscar Piastri    | 1–24               | Andrea Stella            | 1–24       |
| Stake F1 Team Kick Sauber              | Kick Sauber-Ferrari          | Ferrari  | P    | 77       | Valtteri Bottas  | 1–24               | Alessandro Alunni Bravi  | 1–24       |
| Stake F1 Team Kick Sauber              | Kick Sauber-Ferrari          | Ferrari  | P    | 24       | Csou Kuan-jü     | 1–24               | Alessandro Alunni Bravi  | 1–24       |
| MoneyGram Haas F1 Team                 | Haas-Ferrari                 | Ferrari  | P    | 27       | Nico Hülkenberg  | 1–24               | Komacu Ajaó              | 1–24       |
| MoneyGram Haas F1 Team                 | Haas-Ferrari                 | Ferrari  | P    | 20       | Kevin Magnussen  | 1–16, 18–20, 22–24 | Komacu Ajaó              | 1–24       |
| MoneyGram Haas F1 Team                 | Haas-Ferrari                 | Ferrari  | P    | 50       | Oliver Bearman   | 17, 21             | Komacu Ajaó              | 1–24       |
| Visa Cash App RB F1 Team               | Racing Bulls-Honda RBPT      | Honda    | P    | 22       | Cunoda Júki      | 1–24               | Laurent Mekies           | 1–24       |
| Visa Cash App RB F1 Team               | Racing Bulls-Honda RBPT      | Honda    | P    | 3        | Daniel Ricciardo | 1–18               | Laurent Mekies           | 1–24       |
| Visa Cash App RB F1 Team               | Racing Bulls-Honda RBPT      | Honda    | P    | 30       | Liam Lawson      | 19–24              | Laurent Mekies           | 1–24       |
| Aston Martin Aramco Formula One Team   | Aston Martin Aramco-Mercedes | Mercedes | P    | 14       | Fernando Alonso  | 1–24               | Mike Krack               | 1–24       |
| Aston Martin Aramco Formula One Team   | Aston Martin Aramco-Mercedes | Mercedes | P    | 18       | Lance Stroll     | 1–24               | Mike Krack               | 1–24       |
| Williams Racing                        | Williams-Mercedes            | Mercedes | P    | 23       | Alexander Albon  | 1–24               | James Vowles             | 1–24       |
| Williams Racing                        | Williams-Mercedes            | Mercedes | P    | 2        | Logan Sargeant   | 1–2, 4–15          | James Vowles             | 1–24       |
| Williams Racing                        | Williams-Mercedes            | Mercedes | P    | 43       | Franco Colapinto | 16–24              | James Vowles             | 1–24       |

| Magyarázat           | Magyarázat |
| -------------------- | ---------- |
| Hivatalos versenyző  |            |
| Újonc versenyző      |            |
| Helyettes versenyző  |            |
| Visszatérő versenyző |            |

### Pénteki tesztversenyzők
Az alábbi táblázat azokat a tesztpilótákat sorolja fel, akik lehetőséget kaptak a szezon folyamán, hogy pénteki szabadedzéseken az autóba üljenek.
| Csapat                       | Rajtszám | Versenyző             | Futam(ok)                          | Forrás(ok)           |
| ---------------------------- | -------- | --------------------- | ---------------------------------- | -------------------- |
| RB-Honda RBPT                | 40       | Ivasza Ajumu          | 4, 24 (JPN, ABU)                   | [ 26 ] [ 27 ]        |
| Haas-Ferrari                 | 50       | Oliver Bearman        | 7, 10, 12, 13 (EMI, ESP, GBR, HUN) | [ 28 ] [ 29 ] [ 30 ] |
| Ferrari                      | 38       | Oliver Bearman        | 20 (MXC)                           | [ 31 ]               |
| Ferrari                      | 39       | Arthur Leclerc        | 24 (ABU)                           | [ 32 ]               |
| Alpine-Renault               | 61       | Jack Doohan           | 9, 12 (CAN, GBR)                   | [ 33 ] [ 34 ]        |
| Williams-Mercedes            | 45       | Franco Colapinto      | 12 (GBR)                           | [ 35 ]               |
| Williams-Mercedes            | 46       | Luke Browning         | 24 (ABU)                           | [ 36 ]               |
| Red Bull Racing-Honda RBPT   | 37       | Isack Hadjar          | 12, 24 (GBR, ABU)                  | [ 37 ] [ 38 ]        |
| Kick Sauber-Ferrari          | 97       | Robert Svarcman       | 15, 20 (NED, MXC)                  | [ 39 ] [ 40 ]        |
| Mercedes                     | 12       | Andrea Kimi Antonelli | 16, 20 (ITA, MXC)                  | [ 41 ] [ 42 ]        |
| McLaren-Mercedes             | 29       | Pato O’Ward           | 20 (MXC)                           | [ 43 ]               |
| McLaren-Mercedes             | 28       | Ryō Hirakawa          | 24 (ABU)                           | [ 44 ]               |
| Aston Martin Aramco-Mercedes | 34       | Felipe Drugovich      | 20, 24 (MXC, ABU)                  | [ 45 ] [ 46 ]        |

## Versenynaptár
A teljes, hivatalos 2024-es versenynaptár
| Verseny | Hivatalos név                                              | Nagydíj                 | Pálya                          | Város       | Versenyhétvége dátuma         | Pályarajz   | Forrás |
| ------- | ---------------------------------------------------------- | ----------------------- | ------------------------------ | ----------- | ----------------------------- | ----------- | ------ |
| 1       | Formula 1 Gulf Air Bahrain Grand Prix 2024                 | Bahreini nagydíj        | Bahrain International Circuit  | Szahír      | február 29.–március 2.        | Szahír      | [ 47 ] |
| 2       | Formula 1 STC Saudi Arabian Grand Prix 2024                | Szaúd-arábiai nagydíj   | Jeddah Street Circuit          | Dzsidda     | március 7.–március 9.         | Dzsidda     |        |
| 3       | Formula 1 Rolex Australian Grand Prix 2024                 | Ausztrál nagydíj        | Albert Park Grand Prix Circuit | Melbourne   | március 22.–március 24.       | Melbourne   | [ 48 ] |
| 4       | Formula 1 MSC Cruises Japanese Grand Prix 2024             | Japán nagydíj           | Suzuka Circuit                 | Szuzuka     | április 5.–április 7.         | Szuzuka     | [ 49 ] |
| 5       | Formula 1 Lenovo Chinese Grand Prix 2024                   | Kínai nagydíj           | Shanghai International Circuit | Sanghaj     | április 19.–április 21.       | Sanghaj     |        |
| 6       | Formula 1 Crypto.com Miami Grand Prix 2024                 | Miami nagydíj           | Hard Rock Stadium Circuit      | Miami       | május 3.–május 5.             | Miami       | [ 50 ] |
| 7       | Formula 1 MSC Cruises Gran Premio Dell'Emilia Romagna 2024 | Emilia-romagnai nagydíj | Autodromo Enzo e Dino Ferrari  | Imola       | május 17.–május 19.           | Imola       |        |
| 8       | Formula 1 Grand Prix De Monaco 2024                        | Monacói nagydíj         | Circuit de Monaco              | Monaco      | május 24.–május 26.           | Monte-Carlo |        |
| 9       | Formula 1 AWS Grand Prix Du Canada 2024                    | Kanadai nagydíj         | Circuit Gilles Villeneuve      | Montréal    | június 7.–június 9.           | Montréal    | [ 51 ] |
| 10      | Formula 1 Aramco Gran Premio De España 2024                | Spanyol nagydíj         | Circuit de Barcelona-Catalunya | Montmeló    | június 21.–június 23.         | Barcelona   | [ 52 ] |
| 11      | Formula 1 Qatar Airways Grosser Preis Von Österreich 2024  | Osztrák nagydíj         | Red Bull Ring                  | Spielberg   | június 28.–június 30.         | Spielberg   |        |
| 12      | Formula 1 Qatar Airways British Grand Prix 2024            | Brit nagydíj            | Silverstone Circuit            | Silverstone | július 5.–július 7.           | Silverstone | [ 53 ] |
| 13      | Formula 1 Hungarian Grand Prix 2024                        | Magyar nagydíj          | Hungaroring                    | Mogyoród    | július 19.–július 21.         | Mogyoród    | [ 54 ] |
| 14      | Formula 1 Rolex Belgian Grand Prix 2024                    | Belga nagydíj           | Circuit de Spa-Francorchamps   | Stavelot    | július 26.–július 28.         |             | [ 55 ] |
| 15      | Formula 1 Heineken Dutch Grand Prix 2024                   | Holland nagydíj         | Circuit Zandvoort              | Zandvoort   | augusztus 23.–augusztus 25.   |             | [ 56 ] |
| 16      | Formula 1 Pirelli Gran Premio D’italia 2024                | Olasz nagydíj           | Autodromo Nazionale Monza      | Monza       | augusztus 30.–szeptember 1.   | Monza       | [ 57 ] |
| 17      | Formula 1 Qatar Airways Azerbaijan Grand Prix 2024         | Azeri nagydíj           | Baku City Circuit              | Baku        | szeptember 13.–szeptember 15. | Baku        | [ 58 ] |
| 18      | Formula 1 Singapore Airlines Singapore Grand Prix 2024     | Szingapúri nagydíj      | Singapore Street Circuit       | Szingapúr   | szeptember 20.–szeptember 22. | Szingapúr   | [ 59 ] |
| 19      | Formula 1 Pirelli United States Grand Prix 2024            | Amerikai nagydíj        | Circuit of the Americas        | Austin      | október 18.–október 20.       |             | [ 60 ] |
| 20      | Formula 1 Gran Premio De La Ciudad México 2024             | Mexikóvárosi nagydíj    | Autódromo Hermanos Rodríguez   | Mexikóváros | október 25.–október 27.       | Mexikóváros |        |
| 21      | Formula 1 Lenovo Grande Prêmio De São Paulo 2024           | São Paulo-i nagydíj     | Autódromo José Carlos Pace     | São Paulo   | november 1.–november 3.       | Interlagos  | [ 61 ] |
| 22      | Formula 1 Heineken Silver Las Vegas Grand Prix 2024        | Las Vegas-i nagydíj     | Las Vegas Strip Circuit        | Las Vegas   | november 21.–november 23.     | Las Vegas   | [ 62 ] |
| 23      | Formula 1 Qatar Airways Qatar Grand Prix 2024              | Katari nagydíj          | Losail International Circuit   | Loszaíl     | november 29.–december 1.      | Doha        | [ 63 ] |
| 24      | Formula 1 Etihad Airways Abu Dhabi Grand Prix 2024         | Abu-Dzabi nagydíj       | Yas Marina Circuit             | Abu-Dzabi   | december 6.–december 8.       | Abu-Dzabi   | [ 64 ] |

## Nagydíjak
| #  | Nagydíj                 | Pole-pozíció     | Sprintfutam győztese | Győztes pilóta   | Győztes konstruktőr | Leggyorsabb kör  | A nap versenyzője | Összefoglaló | Listavezető    | Előny |
| -- | ----------------------- | ---------------- | -------------------- | ---------------- | ------------------- | ---------------- | ----------------- | ------------ | -------------- | ----- |
| 1  | Bahreini nagydíj        | Max Verstappen   | Nem rendeznek        | Max Verstappen   | Red Bull            | Max Verstappen   | Carlos Sainz Jr.  | Összefoglaló | Max Verstappen | 8     |
| 2  | Szaúd-arábiai nagydíj   | Max Verstappen   | Nem rendeznek        | Max Verstappen   | Red Bull            | Charles Leclerc  | Oliver Bearman    | Összefoglaló | Max Verstappen | 15    |
| 3  | Ausztrál nagydíj        | Max Verstappen   | Nem rendeznek        | Carlos Sainz Jr. | Ferrari             | Charles Leclerc  | Carlos Sainz Jr.  | Összefoglaló | Max Verstappen | 4     |
| 4  | Japán nagydíj           | Max Verstappen   | Nem rendeznek        | Max Verstappen   | Red Bull            | Max Verstappen   | Charles Leclerc   | Összefoglaló | Max Verstappen | 13    |
| 5  | Kínai nagydíj           | Max Verstappen   | Max Verstappen       | Max Verstappen   | Red Bull            | Fernando Alonso  | Lando Norris      | Összefoglaló | Max Verstappen | 25    |
| 6  | Miami nagydíj           | Max Verstappen   | Max Verstappen       | Lando Norris     | McLaren             | Oscar Piastri    | Lando Norris      | Összefoglaló | Max Verstappen | 33    |
| 7  | Emilia-romagnai nagydíj | Max Verstappen   | Nem rendeznek        | Max Verstappen   | Red Bull            | George Russell   | Lando Norris      | Összefoglaló | Max Verstappen | 48    |
| 8  | Monacói nagydíj         | Charles Leclerc  | Nem rendeznek        | Charles Leclerc  | Ferrari             | Lewis Hamilton   | Charles Leclerc   | Összefoglaló | Max Verstappen | 31    |
| 9  | Kanadai nagydíj         | George Russell   | Nem rendeznek        | Max Verstappen   | Red Bull            | Lewis Hamilton   | Lando Norris      | Összefoglaló | Max Verstappen | 56    |
| 10 | Spanyol nagydíj         | Lando Norris     | Nem rendeznek        | Max Verstappen   | Red Bull            | Lando Norris     | Lando Norris      | Összefoglaló | Max Verstappen | 69    |
| 11 | Osztrák nagydíj         | Max Verstappen   | Max Verstappen       | George Russell   | Mercedes            | Fernando Alonso  | Lando Norris      | Összefoglaló | Max Verstappen | 81    |
| 12 | Brit nagydíj            | George Russell   | Nem rendeznek        | Lewis Hamilton   | Mercedes            | Carlos Sainz Jr. | Lewis Hamilton    | Összefoglaló | Max Verstappen | 84    |
| 13 | Magyar nagydíj          | Lando Norris     | Nem rendeznek        | Oscar Piastri    | McLaren             | George Russell   | Oscar Piastri     | Összefoglaló | Max Verstappen | 76    |
| 14 | Belga nagydíj           | Charles Leclerc  | Nem rendeznek        | Lewis Hamilton   | Mercedes            | Sergio Pérez     | Lewis Hamilton    | Összefoglaló | Max Verstappen | 78    |
| 15 | Holland nagydíj         | Lando Norris     | Nem rendeznek        | Lando Norris     | McLaren             | Lando Norris     | Lando Norris      | Összefoglaló | Max Verstappen | 70    |
| 16 | Olasz nagydíj           | Lando Norris     | Nem rendeznek        | Charles Leclerc  | Ferrari             | Lando Norris     | Charles Leclerc   | Összefoglaló | Max Verstappen | 62    |
| 17 | Azeri nagydíj           | Charles Leclerc  | Nem rendeznek        | Oscar Piastri    | McLaren             | Lando Norris     | Oscar Piastri     | Összefoglaló | Max Verstappen | 59    |
| 18 | Szingapúri nagydíj      | Lando Norris     | Nem rendeznek        | Lando Norris     | McLaren             | Daniel Ricciardo | Daniel Ricciardo  | Összefoglaló | Max Verstappen | 52    |
| 19 | Amerikai nagydíj        | Lando Norris     | Max Verstappen       | Charles Leclerc  | Ferrari             | Esteban Ocon     | Charles Leclerc   | Összefoglaló | Max Verstappen | 57    |
| 20 | Mexikóvárosi nagydíj    | Carlos Sainz Jr. | Nem rendeznek        | Carlos Sainz Jr. | Ferrari             | Charles Leclerc  | Carlos Sainz Jr.  | Összefoglaló | Max Verstappen | 47    |
| 21 | São Paulo-i nagydíj     | Lando Norris     | Lando Norris         | Max Verstappen   | Red Bull            | Max Verstappen   | Max Verstappen    | Összefoglaló | Max Verstappen | 62    |
| 22 | Las Vegas-i nagydíj     | George Russell   | Nem rendeznek        | George Russell   | Mercedes            | Lando Norris     | Lewis Hamilton    | Összefoglaló | Max Verstappen | 63    |
| 23 | Katari nagydíj          | George Russell   | Oscar Piastri        | Max Verstappen   | Red Bull            | Lando Norris     | Csou Kuan-jü      | Összefoglaló | Max Verstappen | 80    |
| 24 | Abu-dzabi nagydíj       | Lando Norris     | Nem rendeznek        | Lando Norris     | McLaren             | Kevin Magnussen  | Charles Leclerc   | Összefoglaló | Max Verstappen | 63    |

## Eredmények
Pontozás a Sprintfutamon:
| Helyezés | 1. helyezett, aranyérmes | 2. helyezett, ezüstérmes | 3. helyezett, bronzérmes | 4. | 5. | 6. | 7. | 8. | 9–20. |
| -------- | ------------------------ | ------------------------ | ------------------------ | -- | -- | -- | -- | -- | ----- |
| Pont     | 8                        | 7                        | 6                        | 5  | 4  | 3  | 2  | 1  | 0     |

Pontozás a Főfutamon:
| Helyezés | 1. helyezett, aranyérmes | 2. helyezett, ezüstérmes | 3. helyezett, bronzérmes | 4. | 5. | 6. | 7. | 8. | 9. | 10. | 11–20. | leggyorsabb kör |
| -------- | ------------------------ | ------------------------ | ------------------------ | -- | -- | -- | -- | -- | -- | --- | ------ | --------------- |
| Pont     | 25                       | 18                       | 15                       | 12 | 10 | 8  | 6  | 4  | 2  | 1   | 0      | 1               |

(Félkövér: pole-pozíció, dőlt: leggyorsabb kör, a színkódokról részletes információ itt található)
Csapatszínkódok
- Red Bull
- Ferrari
- Mercedes
- Alpine
- McLaren
- Sauber
- Aston Martin
- Haas
- RB
- Williams

### Versenyzők
| #                        | Versenyző        | Rajt- szám | BHR | SAU | AUS | JPN | CHN | MIA | EMI | MON | CAN | ESP | AUT | GBR | HUN | BEL | NED | ITA | AZE | SIN | USA | MEX | SAP | LVS | QAT | UAE | Pont |
| ------------------------ | ---------------- | ---------- | --- | --- | --- | --- | --- | --- | --- | --- | --- | --- | --- | --- | --- | --- | --- | --- | --- | --- | --- | --- | --- | --- | --- | --- | ---- |
| 1. helyezett, aranyérmes | Max Verstappen   | 1          | 1   | 1   | ki  | 1   | 1   | 2   | 1   | 6   | 1   | 1   | 5   | 2   | 5   | 4   | 2   | 6   | 5   | 2   | 3   | 6   | 1   | 5   | 1   | 6   | 437  |
| 2. helyezett, ezüstérmes | Lando Norris     | 4          | 6   | 8   | 3   | 5   | 2   | 1   | 2   | 4   | 2   | 2   | 20† | 3   | 2   | 5   | 1   | 3   | 4   | 1   | 4   | 2   | 6   | 6   | 10  | 1   | 374  |
| 3. helyezett, bronzérmes | Charles Leclerc  | 16         | 4   | 3   | 2   | 4   | 4   | 3   | 3   | 1   | ki  | 5   | 11  | 14  | 4   | 3   | 3   | 1   | 2   | 5   | 1   | 3   | 5   | 4   | 2   | 3   | 356  |
| 4.                       | Oscar Piastri    | 81         | 8   | 4   | 4   | 8   | 8   | 13  | 4   | 2   | 5   | 7   | 2   | 4   | 1   | 2   | 4   | 2   | 1   | 3   | 5   | 8   | 8   | 7   | 3   | 10  | 292  |
| 5.                       | Carlos Sainz Jr. | 55         | 3   | vi  | 1   | 3   | 5   | 5   | 5   | 3   | ki  | 6   | 3   | 5   | 6   | 6   | 5   | 4   | 18† | 7   | 2   | 1   | ki  | 3   | 6   | 2   | 290  |
| 6.                       | George Russell   | 63         | 5   | 6   | 17† | 7   | 6   | 8   | 7   | 5   | 3   | 4   | 1   | ki  | 8   | kiz | 7   | 7   | 3   | 4   | 6   | 5   | 4   | 1   | 4   | 5   | 245  |
| 7.                       | Lewis Hamilton   | 44         | 7   | 9   | ki  | 9   | 9   | 6   | 6   | 7   | 4   | 3   | 4   | 1   | 3   | 1   | 8   | 5   | 9   | 6   | ki  | 4   | 10  | 2   | 12  | 4   | 223  |
| 8.                       | Sergio Pérez     | 11         | 2   | 2   | 5   | 2   | 3   | 4   | 8   | ki  | ki  | 8   | 7   | 17  | 7   | 7   | 6   | 8   | 17† | 10  | 7   | 17  | 11  | 10  | ki  | ki  | 152  |
| 9.                       | Fernando Alonso  | 14         | 9   | 5   | 8   | 6   | 7   | 9   | 19  | 11  | 6   | 12  | 18  | 8   | 11  | 8   | 10  | 11  | 6   | 8   | 13  | ki  | 14  | 11  | 7   | 9   | 70   |
| 10.                      | Pierre Gasly     | 10         | 18  | ki  | 13  | 16  | 13  | 12  | 16  | 10  | 9   | 9   | 10  | ni  | ki  | 13  | 9   | 15  | 12  | 17  | 12  | 10  | 3   | ki  | 5   | 7   | 42   |
| 11.                      | Nico Hülkenberg  | 27         | 16  | 10  | 9   | 11  | 10  | 11  | 11  | ki  | 11  | 11  | 6   | 6   | 13  | 18  | 11  | 17  | 11  | 9   | 8   | 9   | kiz | 8   | ki  | 8   | 41   |
| 12.                      | Cunoda Júki      | 22         | 14  | 15  | 7   | 10  | ki  | 7   | 10  | 8   | 14  | 19  | 14  | 10  | 9   | 16  | 17  | ki  | ki  | 12  | 14  | ki  | 7   | 9   | 13  | 12  | 30   |
| 13.                      | Lance Stroll     | 18         | 10  | ki  | 6   | 12  | 15  | 17  | 9   | 14  | 7   | 14  | 13  | 7   | 10  | 11  | 13  | 19  | 19† | 14  | 15  | 11  | ni  | 15  | ki  | 14  | 24   |
| 14.                      | Esteban Ocon     | 31         | 17  | 13  | 16  | 15  | 11  | 10  | 14  | ki  | 10  | 10  | 12  | 16  | 18  | 9   | 15  | 14  | 15  | 13  | 18  | 13  | 2   | 17  | ki  |     | 23   |
| 15.                      | Kevin Magnussen  | 20         | 12  | 12  | 10  | 13  | 16  | 19  | 12  | ki  | 12  | 17  | 8   | 12  | 15  | 14  | 18  | 10  | et  | 19† | 11  | 7   | bet | 12  | 9   | 16  | 16   |
| 16.                      | Alexander Albon  | 23         | 15  | 11  | 11  | ki  | 12  | 18  | ki  | 9   | ki  | 18  | 15  | 9   | 14  | 12  | 14  | 9   | 7   | ki  | 16  | ki  | ni  | ki  | 15  | 11  | 12   |
| 17.                      | Daniel Ricciardo | 3          | 13  | 16  | 12  | ki  | ki  | 15  | 13  | 12  | 8   | 15  | 9   | 13  | 12  | 10  | 12  | 13  | 13  | 18  |     |     |     |     |     |     | 12   |
| 18.                      | Oliver Bearman   | 38         |     | 7   |     |     |     |     |     |     |     |     |     |     |     |     |     |     |     |     |     | Tp  |     |     |     |     | 7    |
| 18.                      | Oliver Bearman   | 50         |     |     |     |     |     |     | Tp  |     |     | Tp  |     | Tp  | Tp  |     |     |     | 10  |     |     |     | 12  |     |     |     | 7    |
| 19.                      | Franco Colapinto | 43         |     |     |     |     |     |     |     |     |     |     |     | Tp  |     |     |     | 12  | 8   | 11  | 10  | 12  | ki  | 14  | ki  | ki  | 5    |
| 20.                      | Csou Kuan-jü     | 24         | 11  | 18  | 15  | ki  | 14  | 14  | 15  | 16  | 15  | 13  | 17  | 18  | 19  | ki  | 20  | 18  | 14  | 15  | 19  | 15  | 15  | 13  | 8   | 13  | 4    |
| 21.                      | Liam Lawson      | 30         |     |     |     |     |     |     |     |     |     |     |     |     |     |     |     |     |     |     | 9   | 16  | 9   | 16  | 14  | 17† | 4    |
| 22.                      | Valtteri Bottas  | 77         | 19  | 17  | 14  | 14  | ki  | 16  | 18  | 13  | 13  | 16  | 16  | 15  | 16  | 15  | 19  | 16  | 16  | 16  | 17  | 14  | 13  | 18  | 11  | ki  | 0    |
| 23.                      | Logan Sargeant   | 2          | 20  | 14  | vi  | 17  | 17  | ki  | 17  | 15  | ki  | 20  | 19  | 11  | 17  | 17  | 16  |     |     |     |     |     |     |     |     |     | 0    |
| 24.                      | Jack Doohan      | 61         |     |     |     |     |     |     |     |     | Tp  |     |     | Tp  |     |     |     |     |     |     |     |     |     |     |     | 15  | 0    |

### Konstruktőrök
| #                        | Csapat                | Rajt- szám | BHR | KSA | AUS | JPN | CHN | MIA | EMI | MON | CAN | ESP | AUT | GBR | HUN | BEL | NED | ITA | AZE | SIN | USA | MXC | SAP | LVS | QAT | ABU | Pont |
| ------------------------ | --------------------- | ---------- | --- | --- | --- | --- | --- | --- | --- | --- | --- | --- | --- | --- | --- | --- | --- | --- | --- | --- | --- | --- | --- | --- | --- | --- | ---- |
| 1. helyezett, aranyérmes | McLaren-Mercedes      | 4          | 6   | 8   | 3   | 5   | 2   | 1   | 2   | 4   | 2   | 2   | 20† | 3   | 2   | 5   | 1   | 3   | 4   | 1   | 4   | 2   | 6   | 6   | 10  | 1   | 666  |
| 1. helyezett, aranyérmes | McLaren-Mercedes      | 81         | 8   | 4   | 4   | 8   | 8   | 13  | 4   | 2   | 5   | 7   | 2   | 4   | 1   | 2   | 4   | 2   | 1   | 3   | 5   | 8   | 8   | 7   | 3   | 10  | 666  |
| 2. helyezett, ezüstérmes | Ferrari               | 16         | 4   | 3   | 2   | 4   | 4   | 3   | 3   | 1   | ki  | 5   | 11  | 14  | 4   | 3   | 3   | 1   | 2   | 5   | 1   | 3   | 5   | 4   | 2   | 3   | 652  |
| 2. helyezett, ezüstérmes | Ferrari               | 55         | 3   | vi  | 1   | 3   | 5   | 5   | 5   | 3   | ki  | 6   | 3   | 5   | 6   | 6   | 5   | 4   | 18† | 7   | 2   | 1   | ki  | 3   | 6   | 2   | 652  |
| 2. helyezett, ezüstérmes | Ferrari               | 38         |     | 7   |     |     |     |     |     |     |     |     |     |     |     |     |     |     |     |     |     |     |     |     |     |     | 652  |
| 3. helyezett, bronzérmes | Red Bull-Honda RBPT   | 1          | 1   | 1   | ki  | 1   | 1   | 2   | 1   | 6   | 1   | 1   | 5   | 2   | 5   | 4   | 2   | 6   | 5   | 2   | 3   | 6   | 1   | 5   | 1   | 6   | 589  |
| 3. helyezett, bronzérmes | Red Bull-Honda RBPT   | 11         | 2   | 2   | 5   | 2   | 3   | 4   | 8   | ki  | ki  | 8   | 7   | 17  | 7   | 7   | 6   | 8   | 17† | 10  | 7   | 17  | 11  | 10  | ki  | ki  | 589  |
| 4.                       | Mercedes              | 44         | 7   | 9   | ki  | 9   | 9   | 6   | 6   | 7   | 4   | 3   | 4   | 1   | 3   | 1   | 8   | 5   | 9   | 6   | ki  | 4   | 10  | 2   | 12  | 4   | 468  |
| 4.                       | Mercedes              | 63         | 5   | 6   | 17† | 7   | 6   | 8   | 7   | 5   | 3   | 4   | 1   | ki  | 8   | kiz | 7   | 7   | 3   | 4   | 6   | 5   | 4   | 1   | 4   | 5   | 468  |
| 5.                       | Aston Martin-Mercedes | 14         | 9   | 5   | 8   | 6   | 7   | 9   | 19  | 11  | 6   | 12  | 18  | 8   | 11  | 8   | 10  | 11  | 6   | 8   | 13  | ki  | 14  | 11  | 7   | 9   | 94   |
| 5.                       | Aston Martin-Mercedes | 18         | 10  | ki  | 6   | 12  | 15  | 17  | 9   | 14  | 7   | 14  | 13  | 7   | 10  | 11  | 13  | 19  | 19† | 14  | 15  | 11  | ni  | 15  | ki  | 14  | 94   |
| 6.                       | Alpine-Renault        | 10         | 18  | ki  | 13  | 16  | 13  | 12  | 16  | 10  | 9   | 9   | 10  | ni  | ki  | 13  | 9   | 15  | 12  | 17  | 12  | 10  | 3   | ki  | 5   | 7   | 65   |
| 6.                       | Alpine-Renault        | 31         | 17  | 13  | 16  | 15  | 11  | 10  | 14  | ki  | 10  | 10  | 12  | 16  | 18  | 9   | 15  | 14  | 15  | 13  | 18  | 13  | 2   | 17  | ki  |     | 65   |
| 6.                       | Alpine-Renault        | 61         |     |     |     |     |     |     |     |     |     |     |     |     |     |     |     |     |     |     |     |     |     |     |     | 15  | 65   |
| 7.                       | Haas-Ferrari          | 20         | 12  | 12  | 10  | 13  | 16  | 19  | 12  | ki  | 12  | 17  | 8   | 12  | 15  | 14  | 18  | 10  | EX  | 19† | 11  | 7   | vi  | 12  | 9   | 16  | 58   |
| 7.                       | Haas-Ferrari          | 27         | 16  | 10  | 9   | 11  | 10  | 11  | 11  | ki  | 11  | 11  | 6   | 6   | 13  | 18  | 11  | 17  | 11  | 9   | 8   | 9   | kiz | 8   | ki  | 8   | 58   |
| 7.                       | Haas-Ferrari          | 50         |     |     |     |     |     |     |     |     |     |     |     |     |     |     |     |     | 10  |     |     |     | 12  |     |     |     | 58   |
| 8.                       | RB-Honda RBPT         | 3          | 13  | 16  | 12  | ki  | ki  | 15  | 13  | 12  | 8   | 15  | 9   | 13  | 12  | 10  | 12  | 13  | 13  | 18  |     |     |     |     |     |     | 46   |
| 8.                       | RB-Honda RBPT         | 22         | 14  | 15  | 7   | 10  | ki  | 7   | 10  | 8   | 14  | 19  | 14  | 10  | 9   | 16  | 17  | ki  | ki  | 12  | 14  | ki  | 7   | 9   | 13  | 12  | 46   |
| 8.                       | RB-Honda RBPT         | 30         |     |     |     |     |     |     |     |     |     |     |     |     |     |     |     |     |     |     | 9   | 16  | 9   | 16  | 14  | 17† | 46   |
| 9.                       | Williams-Mercedes     | 2          | 20  | 14  | vi  | 17  | 17  | ki  | 17  | 15  | ki  | 20  | 19  | 11  | 17  | 17  | 16  |     |     |     |     |     |     |     |     |     | 17   |
| 9.                       | Williams-Mercedes     | 23         | 15  | 11  | 11  | ki  | 12  | 18  | ki  | 9   | ki  | 18  | 15  | 9   | 14  | 12  | 14  | 9   | 7   | ki  | 16  | ki  | ni  | ki  | 15  | 11  | 17   |
| 9.                       | Williams-Mercedes     | 43         |     |     |     |     |     |     |     |     |     |     |     |     |     |     |     | 12  | 8   | 11  | 10  | 12  | ki  | 14  | ki  | ki  | 17   |
| 10.                      | Sauber-Ferrari        | 24         | 11  | 18  | 15  | ki  | 14  | 14  | 15  | 16  | 15  | 13  | 17  | 18  | 19  | ki  | 20  | 18  | 14  | 15  | 19  | 15  | 15  | 13  | 8   | 13  | 4    |
| 10.                      | Sauber-Ferrari        | 77         | 19  | 17  | 14  | 14  | ki  | 16  | 18  | 13  | 13  | 16  | 16  | 15  | 16  | 15  | 19  | 16  | 16  | 16  | 17  | 14  | 13  | 18  | 11  | ki  | 4    |

### Időmérő edzések/Sprintversenyek
Színmagyarázat:
| Helyezés | Pole-pozíció | A Q3-ba jutott | Kiesett a Q2-ben | Kiesett a Q1-ben | Nem kvalifikált | Nem vett részt | Visszalépett | Kizárták | Eltiltották |
| -------- | ------------ | -------------- | ---------------- | ---------------- | --------------- | -------------- | ------------ | -------- | ----------- |
| Színkód  | 1.           | 2–10.          | 11–15.           | 16–20.           | nk              | ni             | vi           | kiz      | et          |

| #   | Versenyző        | Rajt- szám | BHR | KSA | AUS | JPN | CHN    | CHN | MIA    | MIA | EMI | MON | CAN | ESP | AUT    | AUT | GBR | HUN | BEL | NED | ITA | AZE | SIN | USA    | USA | MXC | SAP    | SAP | LVS | QAT    | QAT | ABU |
| #   | Versenyző        | Rajt- szám | Q   | Q   | Q   | Q   | Sprint | Q   | Sprint | Q   | Q   | Q   | Q   | Q   | Sprint | Q   | Q   | Q   | Q   | Q   | Q   | Q   | Q   | Sprint | Q   | Q   | Sprint | Q   | Q   | Sprint | Q   | Q   |
| --- | ---------------- | ---------- | --- | --- | --- | --- | ------ | --- | ------ | --- | --- | --- | --- | --- | ------ | --- | --- | --- | --- | --- | --- | --- | --- | ------ | --- | --- | ------ | --- | --- | ------ | --- | --- |
| 1.  | Max Verstappen   | 1          | 1   | 1   | 1   | 1   | 1      | 1   | 1      | 1   | 1   | 6   | 2   | 2   | 1      | 1   | 4   | 3   | 1†  | 2   | 7   | 6   | 2   | 1      | 2   | 2   | 4      | 12† | 5   | 8      | 1†  | 5   |
| 2.  | Sergio Pérez     | 11         | 5   | 3   | 3†  | 2   | 3      | 2   | 3      | 4   | 11  | 16  | 16  | 8†  | 8      | 8   | 19† | 16  | 3   | 5   | 8   | 4   | 13  | 9      | 10  | 18  | 8      | 13  | 16  | 20     | 9   | 10  |
| 3.  | Fernando Alonso  | 14         | 6   | 4   | 10  | 5   | 20     | 3   | 17     | 15  | 19  | 14  | 6   | 11  | 15     | 15  | 10  | 7   | 9   | 7   | 11  | 8   | 7   | 18     | 8   | 13  | 18     | 9   | 17  | 11     | 8   | 8   |
| 4.  | Lewis Hamilton   | 44         | 9   | 8   | 11  | 7   | 2      | 18  | 16     | 8   | 8   | 7   | 7   | 3   | 6      | 5   | 2   | 5   | 4   | 11† | 6   | 7†  | 3   | 6      | 19  | 6   | 11     | 16  | 10  | 6      | 6   | 18  |
| 5.  | Carlos Sainz Jr. | 55         | 4   | vi  | 2   | 4   | 5      | 7   | 5      | 3   | 5   | 3   | 12  | 6   | 5      | 4   | 7   | 4   | 8   | 10  | 5   | 3   | 10  | 2      | 3   | 1   | 5      | 14  | 2   | 4      | 7   | 3   |
| 6.  | George Russell   | 63         | 3   | 7   | 7   | 9   | 8      | 8   | 12     | 7   | 6   | 5   | 1   | 4   | 4      | 3   | 1   | 17  | 7   | 4   | 3   | 5   | 4   | 5      | 6†  | 5   | 6      | 2   | 1   | 3      | 2   | 7   |
| 7.  | Charles Leclerc  | 16         | 2   | 2   | 5   | 8   | 4      | 6   | 2      | 2   | 4   | 1   | 11  | 5   | 7      | 6   | 11  | 6   | 2   | 6   | 4   | 1   | 9   | 4      | 4   | 4   | 3      | 6   | 4   | 5      | 5   | 14† |
| 8.  | Lance Stroll     | 18         | 12  | 10  | 9   | 16  | 14     | 11  | 19     | 11  | 13  | 13  | 9   | 14  | 10     | 17  | 8   | 8   | 15  | 8   | 17  | 15  | 17  | 13     | 14  | 14  | 19     | 10  | 20  | 13     | 15  | 13  |
| 9.  | Lando Norris     | 4          | 7   | 6   | 4   | 3   | 6      | 4   | 20     | 5   | 3   | 4   | 3   | 1   | 3      | 2   | 3   | 1   | 5   | 1   | 1   | 17  | 1   | 3      | 1   | 3   | 1      | 1   | 6   | 2      | 3   | 1   |
| 10. | Pierre Gasly     | 10         | 20  | 18  | 17  | 17  | 15     | 15  | 9      | 12  | 15  | 10  | 15  | 7   | 12     | 13  | 20† | 20  | 12  | 9   | 14  | kiz | 18  | 14     | 7   | 8   | 7      | 15  | 3   | 9      | 11  | 6   |
| 11. | Nico Hülkenberg  | 27         | 10  | 15  | 16  | 12  | 19     | 9   | 7      | 9   | 10  | kiz | 19  | 13  | 19     | 9   | 6   | 11  | 16  | 13  | 10  | 14  | 6   | 8      | 12  | 10  | 20     | 19  | 9   | 7      | 18  | 4†  |
| 12. | Esteban Ocon     | 31         | 19  | 17  | 15  | 15  | 13     | 13  | 15     | 13  | 12  | 11  | 18† | 9   | 11     | 10  | 18  | 19  | 10  | 16  | 15  | 20  | 15  | 15     | 13  | 19† | 13     | 4   | 11  | 14     | 20  |     |
| 13. | Valtteri Bottas  | 77         | 16  | 16  | 13  | 13  | 12     | 10  | 14     | 16  | 16  | 17  | 17  | 12  | 18     | 18  | 16  | 12  | 14  | 17  | 19  | 18  | 19  | 20     | 18  | 15  | 16     | 11  | 19† | 12     | 13  | 9   |
| 14. | Oscar Piastri    | 81         | 8   | 5   | 6   | 6   | 7      | 5   | 6      | 6   | 2†  | 2   | 4   | 10  | 2      | 7   | 5   | 2   | 6   | 3   | 2   | 2   | 5   | 10     | 5   | 17  | 2      | 8   | 8   | 1      | 4   | 2   |
| 15. | Csou Kuan-jü     | 24         | 17  | ni  | 19  | 20  | 9      | 16  | 11     | 20  | 17  | 18  | 20  | 15  | 20     | 20  | 14  | 18  | 20  | 18  | 20  | 19† | 20  | 19     | 20† | 20  | 17     | 20  | 13  | 19     | 12  | 17  |
| 16. | Cunoda Júki      | 22         | 11  | 9   | 8   | 10  | 16     | 19  | 8      | 10  | 7   | 8   | 8   | 17  | 13     | 14  | 13  | 10  | 18† | 12  | 16  | 12  | 8   | 11     | 11  | 11  | 15     | 3   | 7   | 17     | 14  | 11  |
| 17. | Kevin Magnussen  | 20         | 15  | 13  | 14  | 18  | 10     | 17  | 18     | 19  | 18  | kiz | 14  | 16  | 9      | 12  | 17  | 15  | 17  | 14† | 13  | et  | 14  | 7      | 9   | 7   | bet    | bet | 12  | 10     | 10  | 15  |
| 18. | Alexander Albon  | 23         | 13  | 12  | 12  | 14  | 17     | 14  | 13     | 14  | 14  | 9   | 10  | 19  | 17     | 16  | 9   | 13  | 11  | kiz | 9   | 10  | 11  | 17     | 16  | 9   | 10     | 7   | 18  | 15     | 16  | 16† |
| 19. | Logan Sargeant   | 2          | 18  | 19  | vi  | 19  | 18     | 20  | 10     | 17  | 20  | 15  | 13  | 20  | 16     | 19  | 12  | 14  | 19  | ni  |     |     |     |        |     |     |        |     |     |        |     |     |
| 20. | Daniel Ricciardo | 3          | 14  | 14  | 18  | 11  | 11     | 12  | 4      | 18† | 9   | 12  | 5   | 18  | 14     | 11  | 15  | 9   | 13  | 15  | 12  | 16  | 16  |        |     |     |        |     |     |        |     |     |
| 21. | Oliver Bearman   | 38         |     | 11  |     |     |        |     |        |     |     |     |     |     |        |     |     |     |     |     |     |     |     |        |     |     |        |     |     |        |     |     |
| 21. | Oliver Bearman   | 50         |     |     |     |     |        |     |        |     |     |     |     |     |        |     |     |     |     |     |     | 11  |     |        |     |     | 14     | 17  |     |        |     |     |
| 22. | Franco Colapinto | 43         |     |     |     |     |        |     |        |     |     |     |     |     |        |     |     |     |     |     | 18  | 9   | 12  | 12     | 17  | 16  | 12     | 18  | 14  | 18     | 19  | 19† |
| 23. | Liam Lawson      | 30         |     |     |     |     |        |     |        |     |     |     |     |     |        |     |     |     |     |     |     |     |     | 16     | 15† | 12  | 9      | 5   | 15  | 16     | 17  | 12  |
| 24. | Jack Doohan      | 61         |     |     |     |     |        |     |        |     |     |     |     |     |        |     |     |     |     |     |     |     |     |        |     |     |        |     |     |        |     | 20  |

### Csapattársak egymás elleni eredményei
| Időmérő edzések | Időmérő edzések  | Időmérő edzések | Időmérő edzések  | Időmérő edzések | Csapat                | Versenyek | Versenyek        | Versenyek | Versenyek        | Versenyek |
| Rajtszám        | Pilóta           | Állás           | Pilóta           | Rajtszám        | Csapat                | Rajtszám  | Pilóta           | Állás     | Pilóta           | Rajtszám  |
| --------------- | ---------------- | --------------- | ---------------- | --------------- | --------------------- | --------- | ---------------- | --------- | ---------------- | --------- |
| 1               | Max Verstappen   | 23–1            | Sergio Pérez     | 11              | Red Bull              | 1         | Max Verstappen   | 18–0      | Sergio Pérez     | 11        |
| 16              | Charles Leclerc  | 13–9            | Carlos Sainz Jr. | 55              | Ferrari               | 16        | Charles Leclerc  | 12–8      | Carlos Sainz Jr. | 55        |
| 16              | Charles Leclerc  | 1–0             | Oliver Bearman   | 38              | Ferrari               | 16        | Charles Leclerc  | 1–0       | Oliver Bearman   | 38        |
| 44              | Lewis Hamilton   | 5–19            | George Russell   | 63              | Mercedes              | 44        | Lewis Hamilton   | 7–13      | George Russell   | 63        |
| 10              | Pierre Gasly     | 11–12           | Esteban Ocon     | 31              | Alpine-Renault        | 10        | Pierre Gasly     | 8–9       | Esteban Ocon     | 31        |
| 10              | Pierre Gasly     | 1–0             | Jack Doohan      | 61              | Alpine-Renault        | 10        | Pierre Gasly     | 1–0       | Jack Doohan      | 61        |
| 81              | Oscar Piastri    | 4–20            | Lando Norris     | 4               | McLaren-Mercedes      | 81        | Oscar Piastri    | 7–16      | Lando Norris     | 4         |
| 24              | Csou Kuan-jü     | 3–20            | Valtteri Bottas  | 77              | Sauber-Ferrari        | 24        | Csou Kuan-jü     | 8–12      | Valtteri Bottas  | 77        |
| 14              | Fernando Alonso  | 19–5            | Lance Stroll     | 18              | Aston Martin-Mercedes | 14        | Fernando Alonso  | 14–5      | Lance Stroll     | 18        |
| 20              | Kevin Magnussen  | 5–16            | Nico Hülkenberg  | 27              | Haas-Ferrari          | 20        | Kevin Magnussen  | 4–15      | Nico Hülkenberg  | 27        |
| 50              | Oliver Bearman   | 2–0             | Nico Hülkenberg  | 27              | Haas-Ferrari          | 50        | Oliver Bearman   | 1–0       | Nico Hülkenberg  | 27        |
| 3               | Daniel Ricciardo | 6–12            | Cunoda Júki      | 22              | RB-Honda              | 3         | Daniel Ricciardo | 6–8       | Cunoda Júki      | 22        |
| 30              | Liam Lawson      | 0–6             | Cunoda Júki      | 22              | RB-Honda              | 30        | Liam Lawson      | 1–3       | Cunoda Júki      | 22        |
| 2               | Logan Sargeant   | 0–13            | Alexander Albon  | 23              | Williams-Mercedes     | 2         | Logan Sargeant   | 0–10      | Alexander Albon  | 23        |
| 43              | Franco Colapinto | 2–7             | Alexander Albon  | 23              | Williams-Mercedes     | 43        | Franco Colapinto | 1–2       | Alexander Albon  | 23        |

Megjegyzés: Az időmérő edzéseken és a sprintfutamokon ha egy csapatból egyik pilóta sem tudta kvalifikálni magát a futamra, versenyeken pedig ha a csapat egyik vagy mindkét pilótája kiesett vagy helyezetlenül ért célba (továbbá ha a korábbi csapattárs helyett más pilóta volt a versenyző csapattársa a futamon), a verseny nem számít bele az egymás elleni állásba. Emiatt előfordul, hogy egyes csapatoknál a szezon végén nem jön ki mind a 24 verseny.